# 2177 Oliver
2177 Oliver là một tiểu hành tinh được đặt theo tên Bernard M. Oliver, một nhà nghiên cứu ở Hewlett-Packard.